# Apparition Mountain
Apparition Mountain är ett berg i Kanada.   Det ligger i provinsen Alberta, i den centrala delen av landet, 3 000 km väster om huvudstaden Ottawa. Toppen på Apparition Mountain är 3 002 meter över havet, eller 239 meter över den omgivande terrängen. Bredden vid basen är 1,4 km. Apparition Mountain ingår i Palliser Range.
Terrängen runt Apparition Mountain är kuperad åt nordost, men åt sydväst är den bergig.Trakten runt Apparition Mountain är nära nog obefolkad, med mindre än två invånare per kvadratkilometer.. Det finns inga samhällen i närheten. 
Trakten runt Apparition Mountain består i huvudsak av gräsmarker.